# Velika nagrada Mediterana 1965
Velika nagrada Mediterana 1965 je bila šesta neprvenstvena dirka Formule 1 v sezoni 1965, četrta in zadnja dirka za Veliko nagrado Mediterana. Odvijala se je 15. avgusta 1965 na dirkališču Autodromo di Pergusa.

## Dirka
| Poz | Dirkač             | Moštvo                      | Konstruktor    | Čas/Odstop.          | Št. mesto |
| --- | ------------------ | --------------------------- | -------------- | -------------------- | --------- |
| 1   | Jo Siffert         | Rob Walker Racing Team      | Brabham-BRM    | 1.17:05.2            | 3         |
| 2   | Jim Clark          | Team Lotus                  | Lotus-Climax   | + 0.3 s              | 1         |
| 3   | Frank Gardner      | John Willment Automobiles   | Brabham-BRM    | 59 krogov            | 6         |
| 4   | Denny Hulme        | Brabham Racing Organisation | Brabham-Climax | 59 krogov            | 5         |
| 5   | Innes Ireland      | Reg Parnell (Racing)        | Lotus-BRM      | 59 krogov            | 10        |
| 6   | Jack Brabham       | Brabham Racing Organisation | Brabham-Climax | 58 krogov            | 8         |
| Ods | Chris Amon         | Reg Parnell (Racing)        | Lotus-BRM      | Predrt hladilnik     | 4         |
| Ods | John Rhodes        | Gerard Racing               | Cooper-Climax  | Obnašanje            | 12        |
| Ods | Giampero Biscaldi  | Scuderia Centro Sud         | BRM            | Pritisk olja         | 15        |
| Ods | Mike Spence        | Team Lotus                  | Lotus-Climax   | Trčenje              | 2         |
| Ods | Jo Bonnier         | Rob Walker Racing Team      | Brabham-Climax | Pritisk olja         | 7         |
| Ods | Alan Rees          | Roy Winkelmann Racing       | Brabham-Ford   | Bat                  | 9         |
| Ods | Jochen Rindt       | Roy Winkelmann Racing       | Brabham-Ford   | Pog. gred            | 11        |
| DSQ | Masten Gregory     | Scuderia Centro Sud         | BRM            | Menjava dirkača      | 13        |
| Ods | Giancarlo Baghetti | Scuderia Centro Sud         | BRM            | Predrt hladilnik     | 14        |
| DNQ | Piers Courage      | Gerard Racing               | Cooper-Ford    |                      | -         |
| DNQ | Colin Davis        | Scuderia Nord-Ouest         | Lotus-Climax   |                      | -         |
| WD  | Bob Anderson       | DW Racing Enterprises       | Brabham-Climax | Poškodovan dirkalnik | -         |
| WD  | Paul Hawkins       | DW Racing Enterprises       | Lotus-Climax   |                      | -         |
| WD  | Brian Gubby        | Brian Gubby                 | Lotus-Climax   |                      | -         |